# 内藤東甫
内藤 東甫（ないとう とうほ）は、江戸時代中期の尾張藩の藩士、画家。

## 略歴
享保13年（1728年）に生まれる。本名は正参（まさみつ）または正誠、通称は浅右衛門、号として閑水、朽庵などを使った。
内藤家は400石取りで代々尾張藩に仕えており、東甫も大御番などを務めた。書画や詩に通じており、画風は狩野典信に似るとされ、俳諧は伊藤木児に学んだ。絵師としては横井也有と度々合作しており、也有の句が書かれた俳画において「東甫」の名を使ったことで広く知られることとなった。また、細井平洲とも交流があり「先生者善書者也。友善書、又友善歌。歌及諸體」と、東甫を評した文が伝わっている。尾張藩の儒学者で藩校明倫堂の督学でもあった岡田新川の詩集においても東甫への言及がある。
尾張徳川家9代藩主・徳川宗睦の内命により、安永年間頃（1772年 - 1780年）から領内を調査して安永5年（1776年）の「熱田神宮古代祀典図」など多くの記録を残し、これらは東甫の没後に「張州雑志」としてまとめられた。
代官町（現・東区代官町）あるいは伝馬町東（現・中区錦）に住み、後に泥江（現・中村区名駅）に隠棲して泥江隠士と称したという。天明8年（1788年）8月5日没、享年61。桂嵓院東甫閑水居士と諡した。墓所は乾徳寺にあったが、その後平和公園に移されている。

## 人物像
非常に筆まめであった一方で、物事にこだわらない人物であったという。天明4年の飢饉においては自筆の画を富裕な人物に売って施米を行なうなど積極的に人助けを行なった。この際には「為飢民以画当粟」の印を画に捺し「この画がある家は飢民を助けた家と、子孫に伝えるしるし」と述べて金払いをよくするなど、知恵者であったことが窺える。また、海西郡大宝村（現・海部郡飛島村）で孝女として知られた和喜について知るとその画を描いて広め、これによって多くの人が和喜について知ることになったという。ただし、この様な人物であったが故に借金に追われたといい、ある年の中元（盆）にやって来た借金取りの前で詠んだ狂歌が現在に伝わっている。
これは梵天を「盆」に、帝釈を「大借」に掛けたものとされている。